# Cathédrale Saint-Rombaut de Malines
La cathédrale et primatiale Saint-Rombaut (en néerlandais : Sint-Romboutskathedraal) est un édifice religieux catholique de la ville de Malines (Mechelen) en Belgique. La cathédrale s'élève au centre de la ville ancienne, sur le flanc nord-ouest de la Grand-Place.
De style gothique, elle est édifiée entre les XIIIe et XVIe siècles. Dédiée à saint Rombaut, un moine-missionnaire irlandais, elle constitue avec la cathédrale Notre-Dame d'Anvers, le sommet de l'art gothique brabançon.

## Définitions
L'église fait fonction de cathédrale depuis 1559. D'autre part, lors du premier concile œcuménique du Vatican (1869-1870), l'archevêque de Malines devient également le primat de Belgique, ce qui élève la cathédrale au rang de primatiale.

## Localisation
La cathédrale et primatiale Saint-Rombaut est un édifice religieux catholique de la ville de Malines en Belgique. La cathédrale s'élève au centre de la ville ancienne, sur le flanc nord-ouest de la Grand-Place.

## Historique
Les travaux de construction de la cathédrale commencent au tout début du XIIIe siècle et ne sont pas achevés quand l'édifice est consacré en 1312 avec le vocable de saint Rombaut, un moine-missionnaire irlandais.
Après l'incendie de la ville en 1342, le maître maçon Jean d'Oisy dirige les réparations et poursuit la deuxième phase de construction jusqu'à sa mort en 1375. Ses successeurs achèvent l'édification des voûtes de la nef en 1437 et celles du chœur en 1451,,,.
La période suivante voit l'érection de la tour monumentale qui aurait dû atteindre la hauteur de 167 m, son édification étant arrêtée en 1520. Cette tour érigée lors de la phase finale de 1452-1520 est financée par les pèlerins et plus tard la ville, propriétaire du bâtiment. Conçue pour atteindre 600 pieds malinois, soit environ 167 mètres, plus haut qu'aucune tour d'église jamais construite, la très lourde tour Saint-Rombaut a été construite sur un terrain autrefois marécageux, avec des fondations de seulement trois mètres de profondeur. Cependant, le site semble avoir été bien choisi. La construction de la partie supérieure de la tour à Malines est abandonnée au début du XVIe siècle, non pour des raisons techniques, mais pour des raisons financières.
La cathédrale Saint-Rombaut aurait dû être surmontée d'une flèche de 77 mètres, sur lesquels seulement sept mètres ont été construits, qui lui donnent sa forme inhabituelle et caractéristique. Une connexion délibérément faible est venue fermer l'interstice entre la tour et l'église à la fin de la construction,,,.
En 2005, après que les ingénieurs eurent déterminé la capacité de support du sol et de la tour, il fut question d'achever l'ensemble de la flèche à partir des dessins originaux.

## Architecture

### Généralités
De style gothique, elle est édifiée entre les XIIIe et XVIe siècles, constituant avec la cathédrale Notre-Dame d'Anvers, le sommet de l'art gothique brabançon. La construction de l'église commence peu après 1200, est consacrée en 1312, et à partir de 1324, les arcs-boutants et la structure du chœur sont construits selon des caractéristiques gothiques brabançonnes, différentes du gothique français.

### Dimensions principales
- longueur : 118 mètres
- largeur maximale au niveau du transept : 41,20 mètres
- hauteur sous voûte de la nef : 28 mètres

### Tour Saint-Rombaut

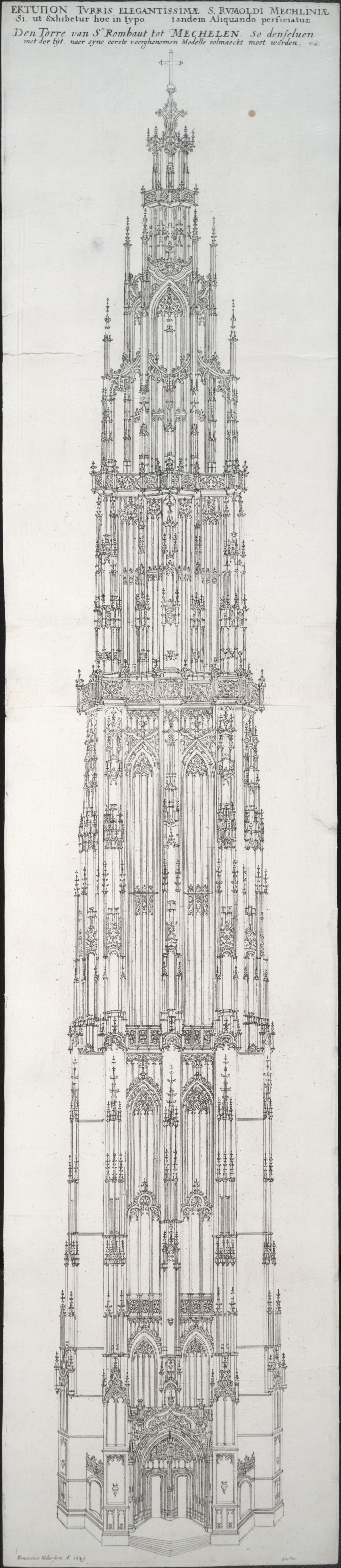
Projet pour une tour de 167 m, gravée en 1649 par Wenceslaus Hollar, avec le titre : TVRRIS ELEGANTISSIMÆ S. RVMOLDI MECHLINIÆ.

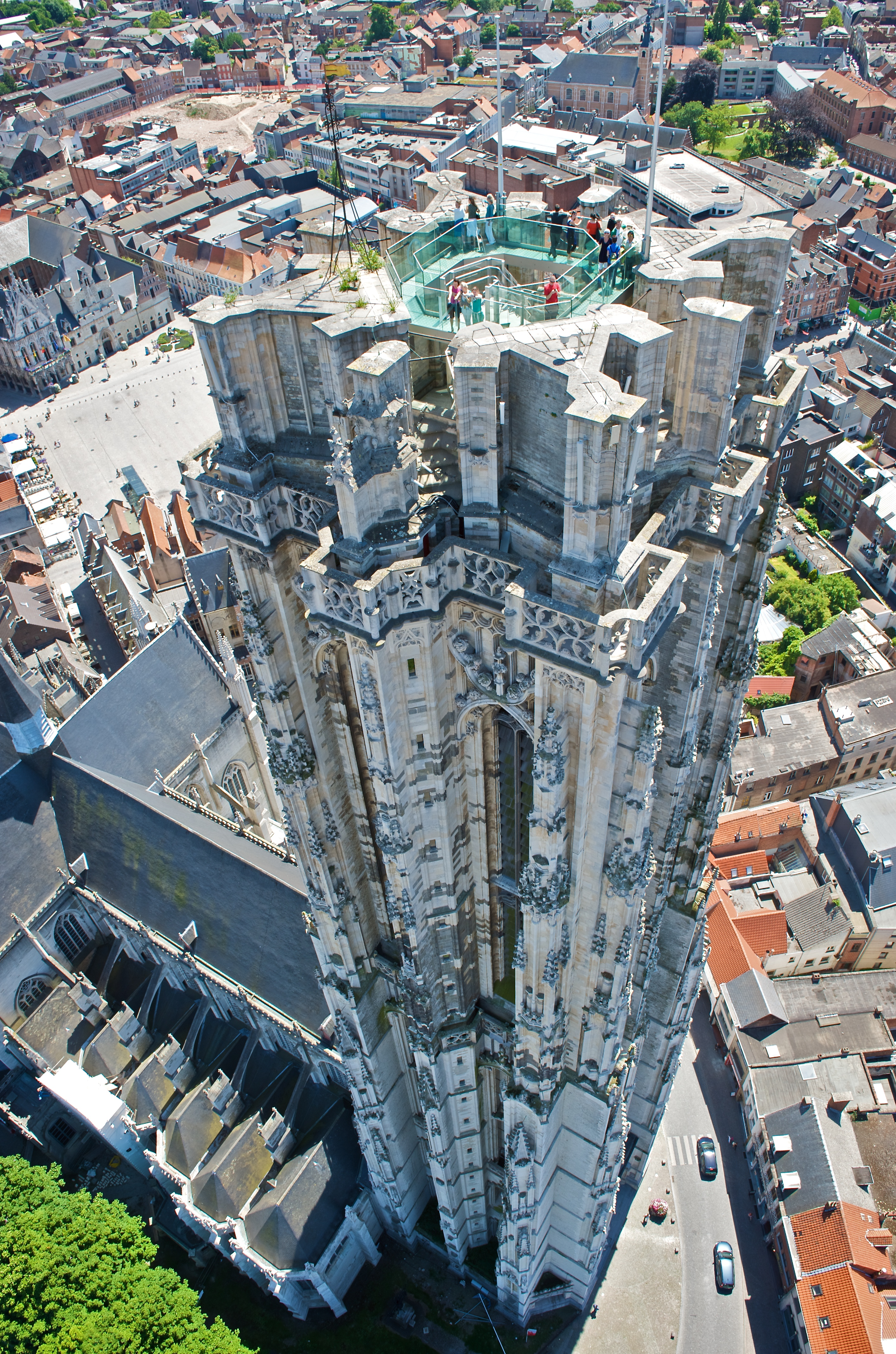
Depuis 2009, il est possible de profiter de la vue sur l'horizon lointain, jusqu'à Bruxelles et Anvers.

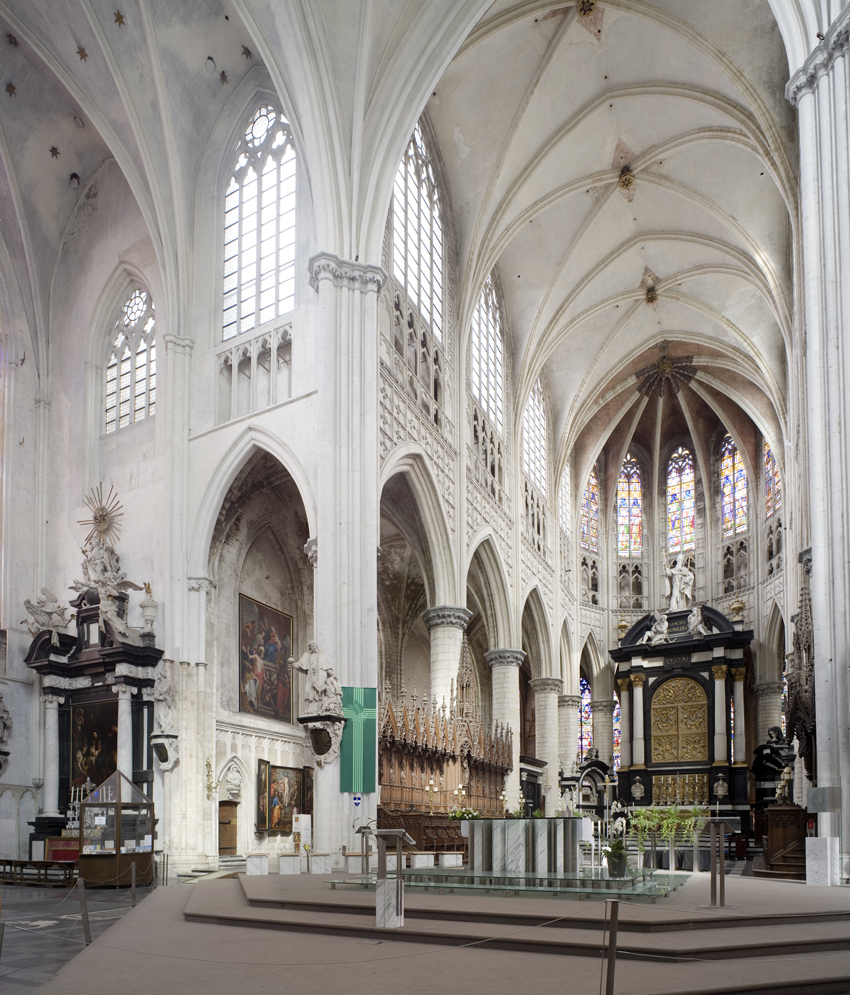
Intérieur de la nef.

La tour de la cathédrale, haute de 97,28 mètres, est classée sur la liste du Patrimoine mondial ID 943-016 de l'UNESCO depuis 1999, en tant que beffroi. Elle fait ainsi partie d'un groupe de 56 beffrois et clochers de Belgique et de France sur le bien « Beffrois de Belgique et de France ».
Cette impressionnante tour abrite deux carillons. Elle domine les environs et suscitait l'admiration de Vauban. Pendant des siècles, elle a servi de tour de guet et sonnant aussi l'alarme incendie.
Malgré son inachèvement caractéristique, les 514 marches de ce monument du patrimoine mondial sont gravies chaque année par des milliers de touristes.
De nombreuses villes de la région ont un surnom pour leur population. On prétend que les ancêtres des Malinois sont accourus dans leur grande tour, passant des seaux d'eau pour éteindre un feu ardent derrière les fenêtres, qui s'est avéré n'être qu'un simple reflet du clair de lune à travers les nuages. C'est la raison pour laquelle les habitants sont appelés Maneblussers (les éteigneurs de lune). 
Pieter Janssen est l'actuel gardien de la tour (torenwachter) succédant à Nick Vanhaute,. Les gardiens de la tour sont également responsables du mouvement d'horlogerie de la tour; ils avaient autrefois une formation d'horloger et veillaient à ce que l'horloge continue de fonctionner à l'heure. Ce n'était pas sans importance à une époque où les cloches de l'église et de la ville rythmaient la vie des malinois.

### Crypte archiépiscopale

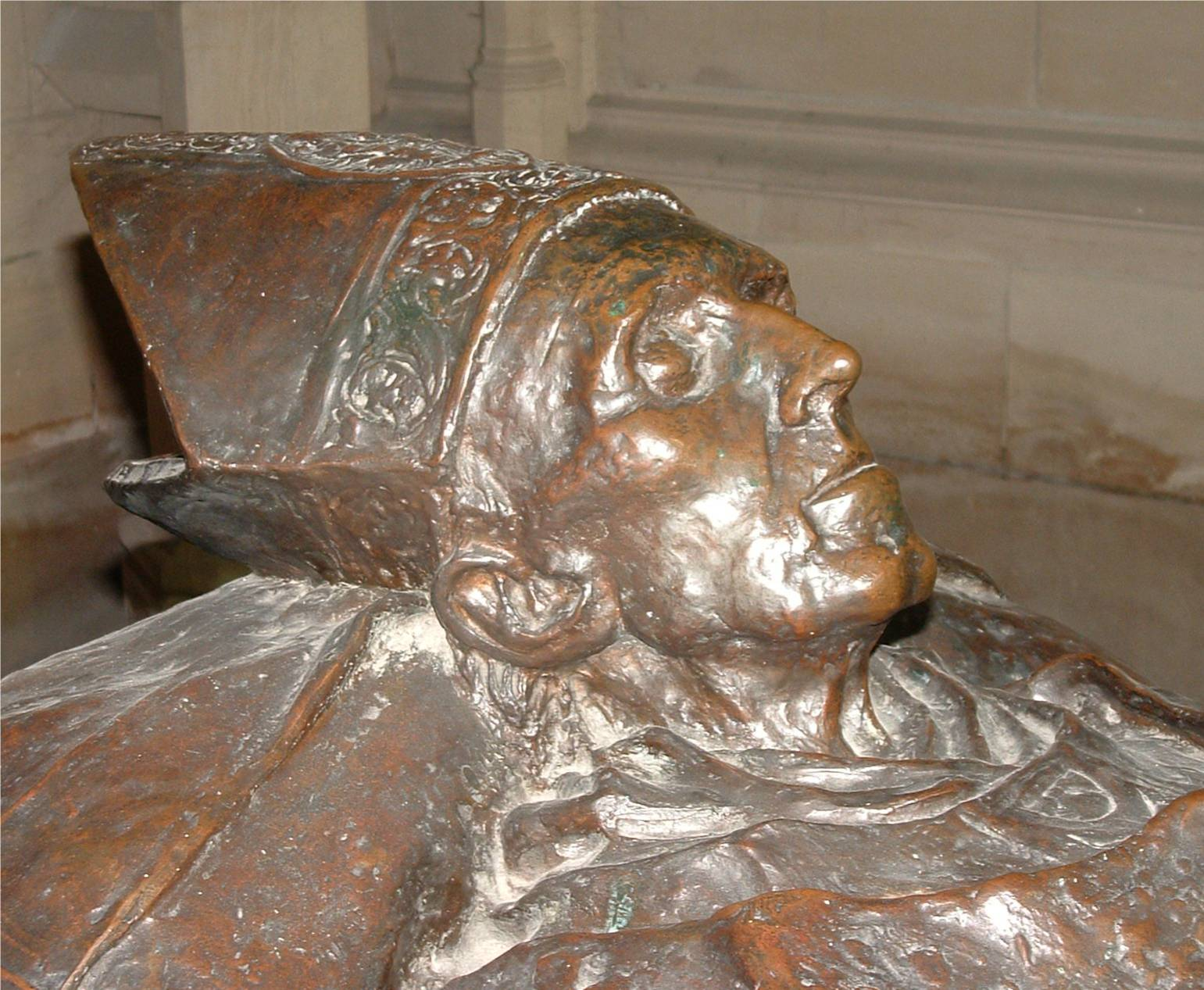
Tombeau du cardinal Mercier dans la cathédrale Saint-Rombaut de Malines.

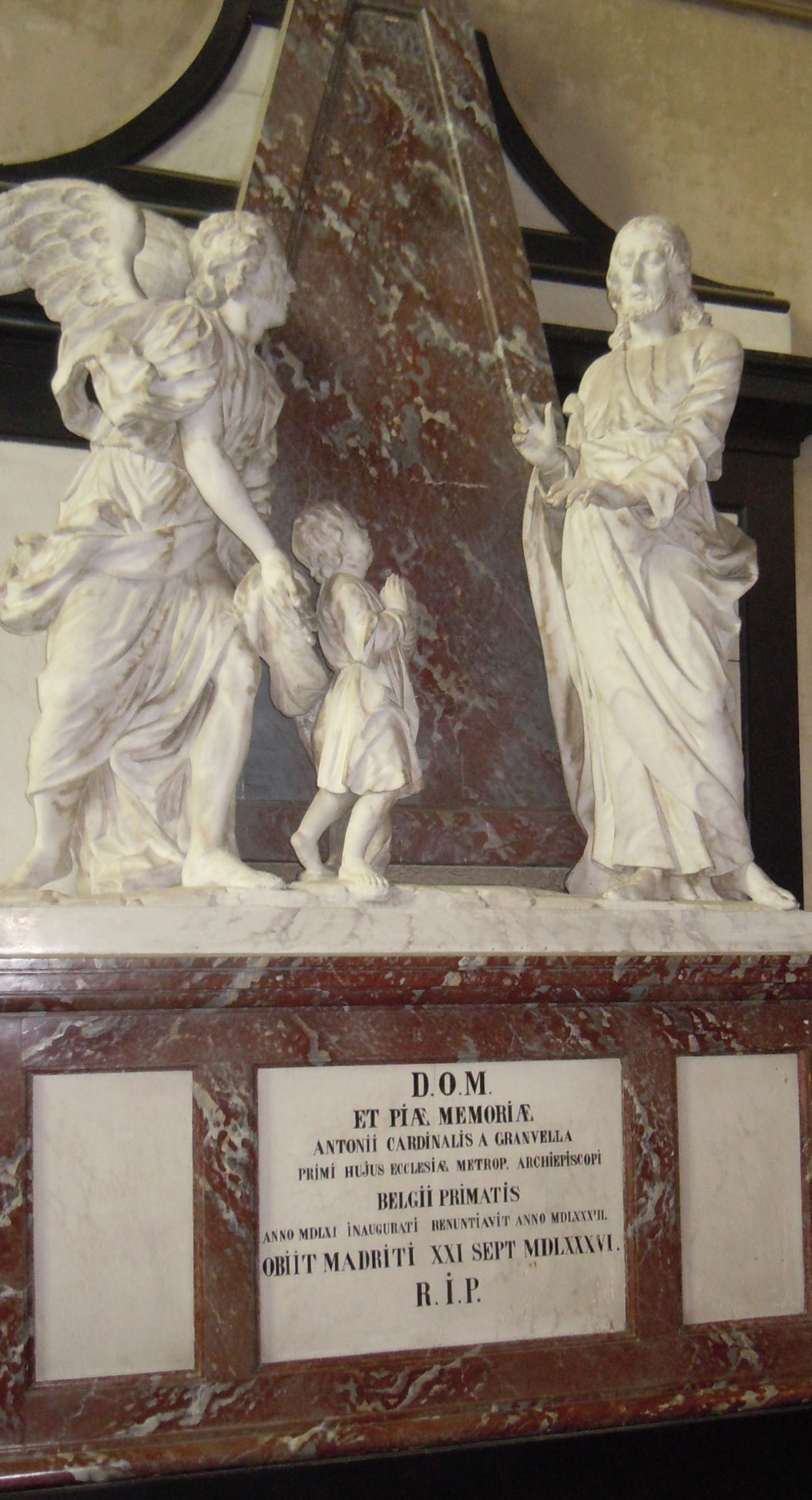
Tombe du cardinal de Granvelle

Dans la cathédrale se trouvent beaucoup de tombes des familles nobles et patriciennes. Comme le veut le privilège, aujourd'hui sont seulement enterrés dans la cathédrale les anciens archevêques de Malines-Bruxelles :
- François Antoine Marie Constantin de Méan de Beaurieux, dernier prince-évêque de Liège (1792-1794), archevêque de Malines en 1817 et ainsi premier primat de Belgique (1831) à être enterré dans la crypte sépulcrale (mausolée réalisé par le sculpteur Louis Jehotte en 1837) ;
- le cardinal Danneels, en mars 2019, en présence du roi et de la reine, et des présidents de la Chambre et du Sénat[18] ;
- le cardinal van Roey : le 10 août 1961, les funérailles de ce cardinal, archevêque de Malines, se déroulent dans la cathédrale en présence notamment du roi Baudouin, de la reine Fabiola et du Premier ministre Théo Lefèvre.

## Mobilier

### Cloches
La tour abrite 49 cloches, dont seules les plus grosses sonnent et sont toujours en état de marche. La cloche la plus notable, le bourdon Salvator, sonne les heures et pèse 8 tonnes. Jusqu'en 1923, la cathédrale comptait 18 sonneurs de cloches, avant que l'électricité ne prenne la relève. Un deuxième carillon complet, au-dessus des cloches principales, donne des concerts pendant les mois d'été.

### Orgues
La cathédrale possède deux orgues.

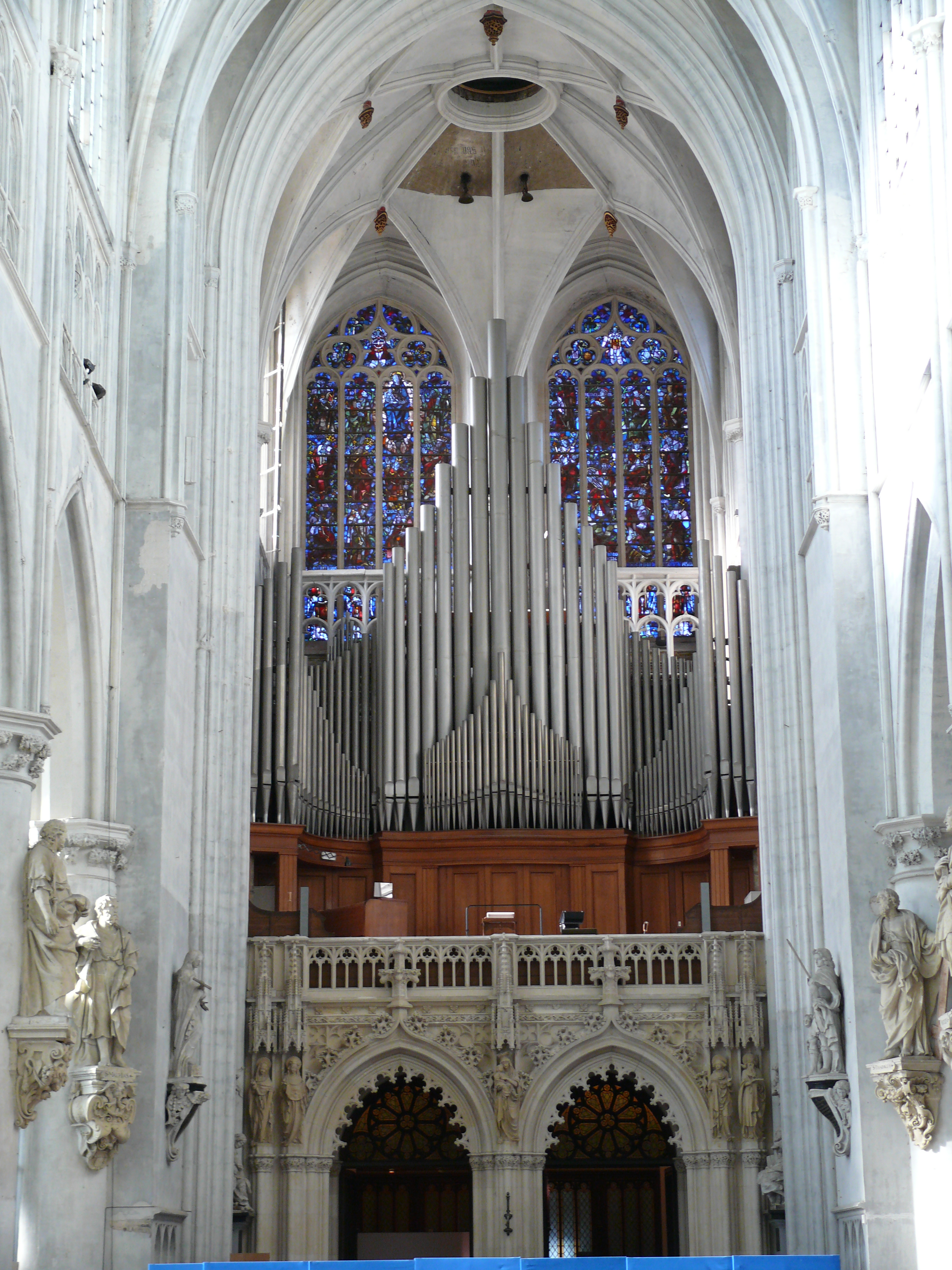
L'orgue de tribune

L'orgue principal au revers de la façade ouest a été construit en 1957 par le facteur d'orgues Stevens.
Composition
| Hauptwerk           |
| Prestant 16'        |
| Bourdon 16'         |
| Prestant 8'         |
| Flûte harmonique 8' |
| Holpijp 8'          |
| Gemshoorn 8'        |
| Kwint 5'1/3         |
| Oktaaf 4'           |
| Gemshoorn 4'        |
| Koppelfluit 4'      |
| Kwint 2'2/3         |
| Oktaaf 2'           |
| Veldfluit 2'        |
| Mixtuur VI-VIII     |
| Scherp IV-V         |
| Cornet V            |
| Trompet 16'         |
| Trompet 8'          |
| Trompet 4'          |

| Schwellwerk     |
| Gedeckt 16'     |
| Prestant 8'     |
| Holpijp 8'      |
| Spitsgamba 8'   |
| Voix céleste 8' |
| Oktaaf 4'       |
| Open fluit 4'   |
| Nasard 2'2/3    |
| Zwegel 2'       |
| Woudfluit 2'    |
| Terts 1'3/5     |
| Sifflet 1'      |
| Mixtuur IV-V    |
| Cimbel II-III   |
| Bombarde 16'    |
| Trompet 8'      |
| Hobo 8'         |
| Vox humana 8'   |
| Koptrompet 4'   |
| Tremulant       |

| Positiv            |
| Kwintadeen 16'     |
| Prestant 8'        |
| Spitsfluit 8'      |
| Nachthoorn 8'      |
| Oktaaf 4'          |
| Blockfluit 4'      |
| Oktaafken 2'       |
| Nachthoorn 2'      |
| Spitskwint 1'1/3   |
| Mixtuur IV-V       |
| Tertscimbel III-IV |
| Sesquialtera III   |
| Dulciaan 16'       |
| Kromhorn 8'        |
| Trompet-Regaal 4'  |

| Kronwerk            |
| Roerfluit 8'        |
| Kwintadeen 8'       |
| Zing. Principaal 4' |
| Nachthoorn 4'       |
| Zwitserspijp 2'     |
| Blokfluit 2'        |
| Larigot 1'1/3       |
| Acuta IV-V          |
| Sesquialtera II     |
| Ranket 16'          |
| Schalmei 8'         |
| Tremulant           |

| Pedal             |
| Principaalbas 32' |
| Subbas 32'        |
| Principaalbas 16' |
| Prestant 16'      |
| Subbas 16'        |
| Oktaafbas 8'      |
| Prestant 8'       |
| Gedekt 8'         |
| Koraalbas 4'      |
| Open fluit 4'     |
| Oktaaf 2'         |
| Nachthoorn 1'     |
| Ruispijp III-IV   |
| Mixtuur V         |
| Bazuin 32'        |
| Bazuin 16'        |
| Trompet 8'        |
| Schalmei 4'       |
| Zing. Cornet 2'   |

Au revers de la façade latérale se trouve un instrument plus petit, installé en 1919 par le même facteur d'orgues Stevens. Cet instrument possède 30 jeux sur deux claviers manuels et pédalier.
Composition
| I Hauptwerk              |
| 1. Bourdon 16′           |
| 2. Montre 8′             |
| 3. Bourdon Harmonique 8′ |
| 4. Gamba 8′              |
| 5. Prestant 4′           |
| 6. Oktav 2′              |
| 7. Mixtur II             |
| 8. Scharff II            |
| 9. Cornet V 8′           |
| 10. Reed 8′              |

| II Schwellwerk          |
| 11. Flûte Harmonique 8′ |
| 12. Bourdon 8′          |
| 13. Salicional 8′       |
| 14. Voix céleste 8′     |
| 15. Principal 4′        |
| 16. Flûte 4′            |
| 17. Quinte 2'2/3′       |
| 18. Waldflöte 2′        |
| 19. Flageolet 2′        |
| 20. Mixtur              |
| 21. Trompette 8′        |
| Tremulant               |

| Pedalwerk         |
| 22. Prestant 16′  |
| 23. Soubasse 16′  |
| 24. Sanftbass 16′ |
| 25. Octave 8′     |
| 26. Basse 8′      |
| 27. Choralbass 4′ |
| 28. Reed 16′      |
| 29. Reed 8′       |
| 30. Reed 4′       |

## Galerie

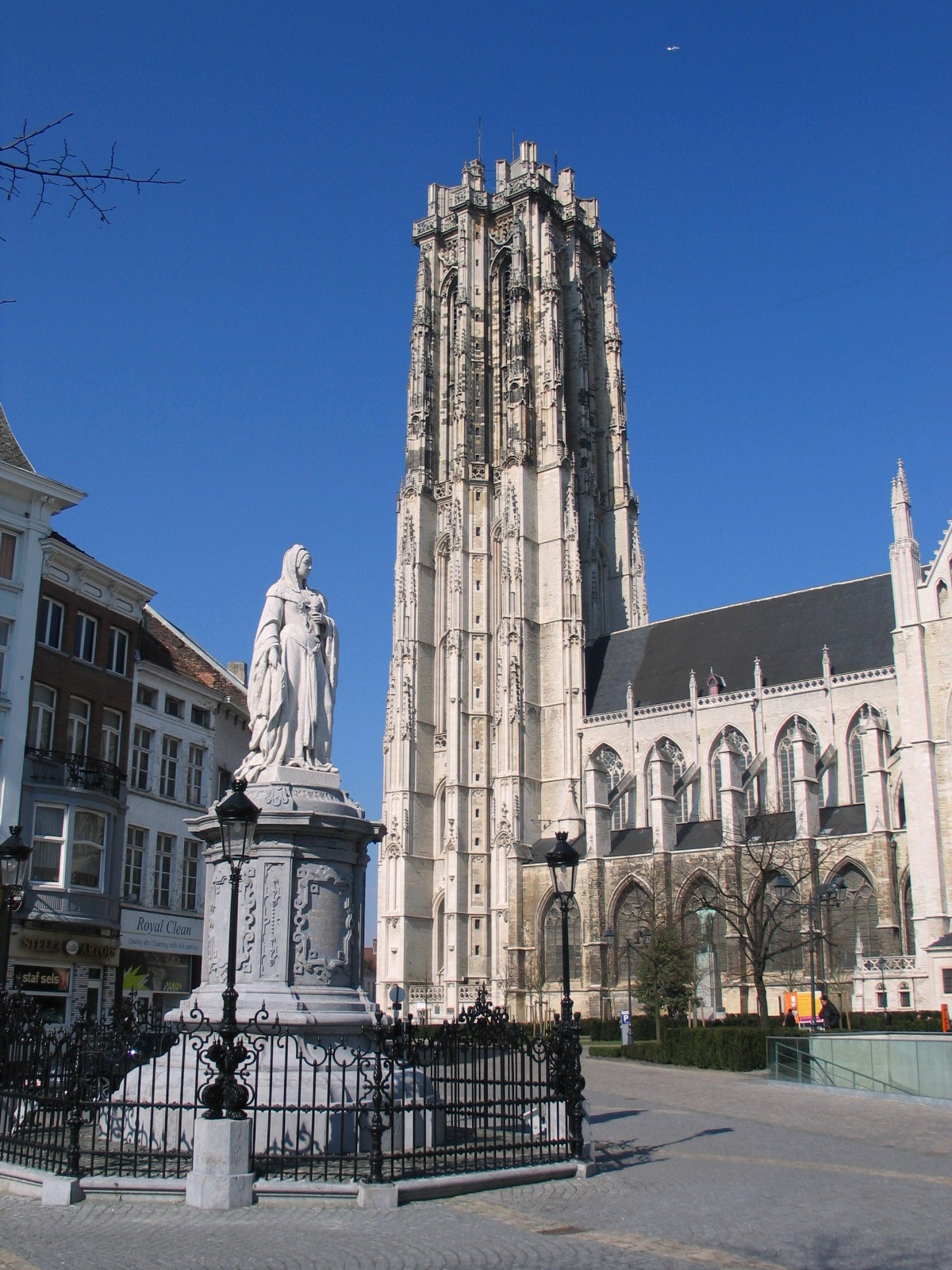
La cathédrale en mars 2006.
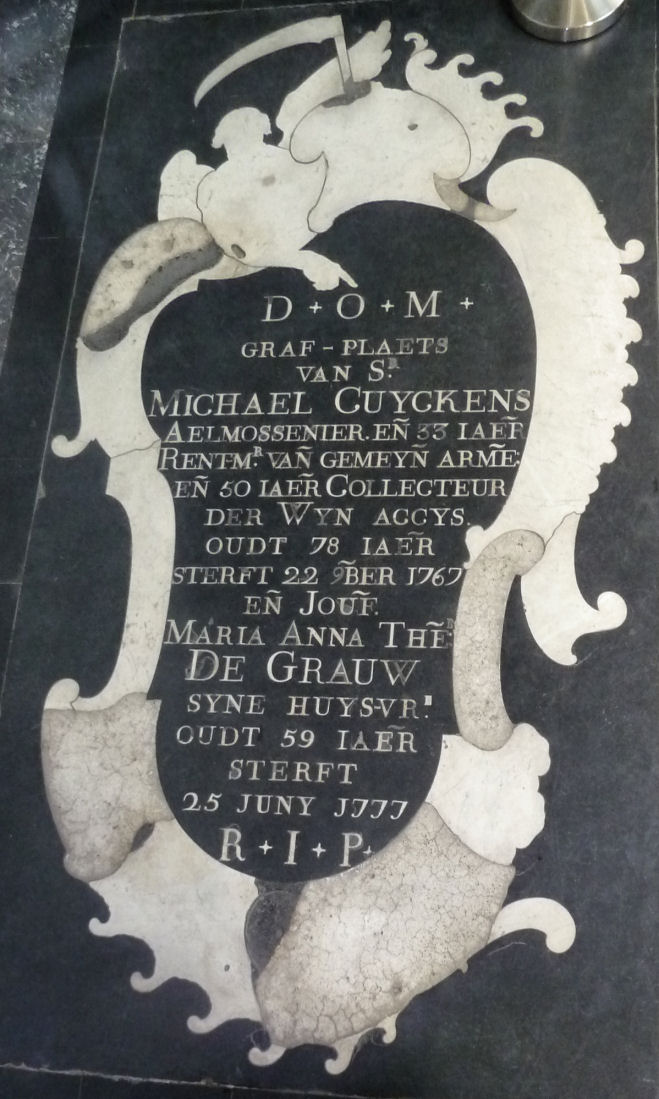
dans la Cathedrale se trouvent des tombes importantes.
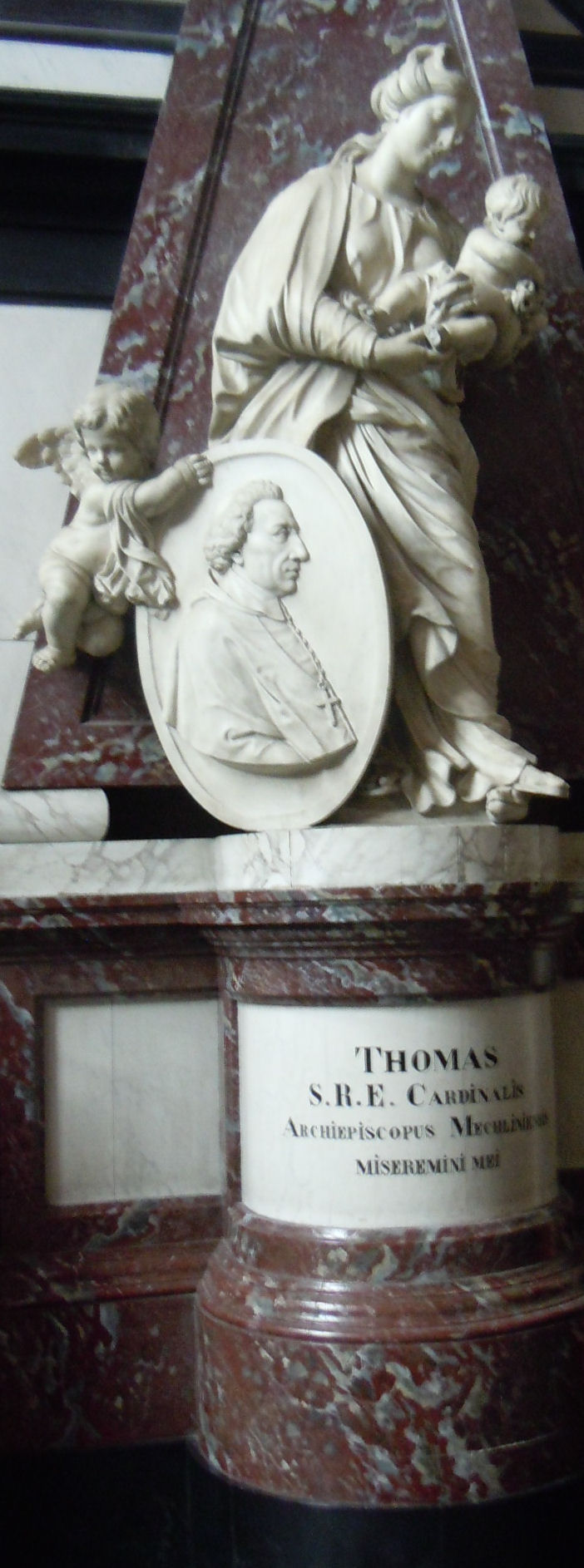
Tombe du Cardinal d'Alsace.
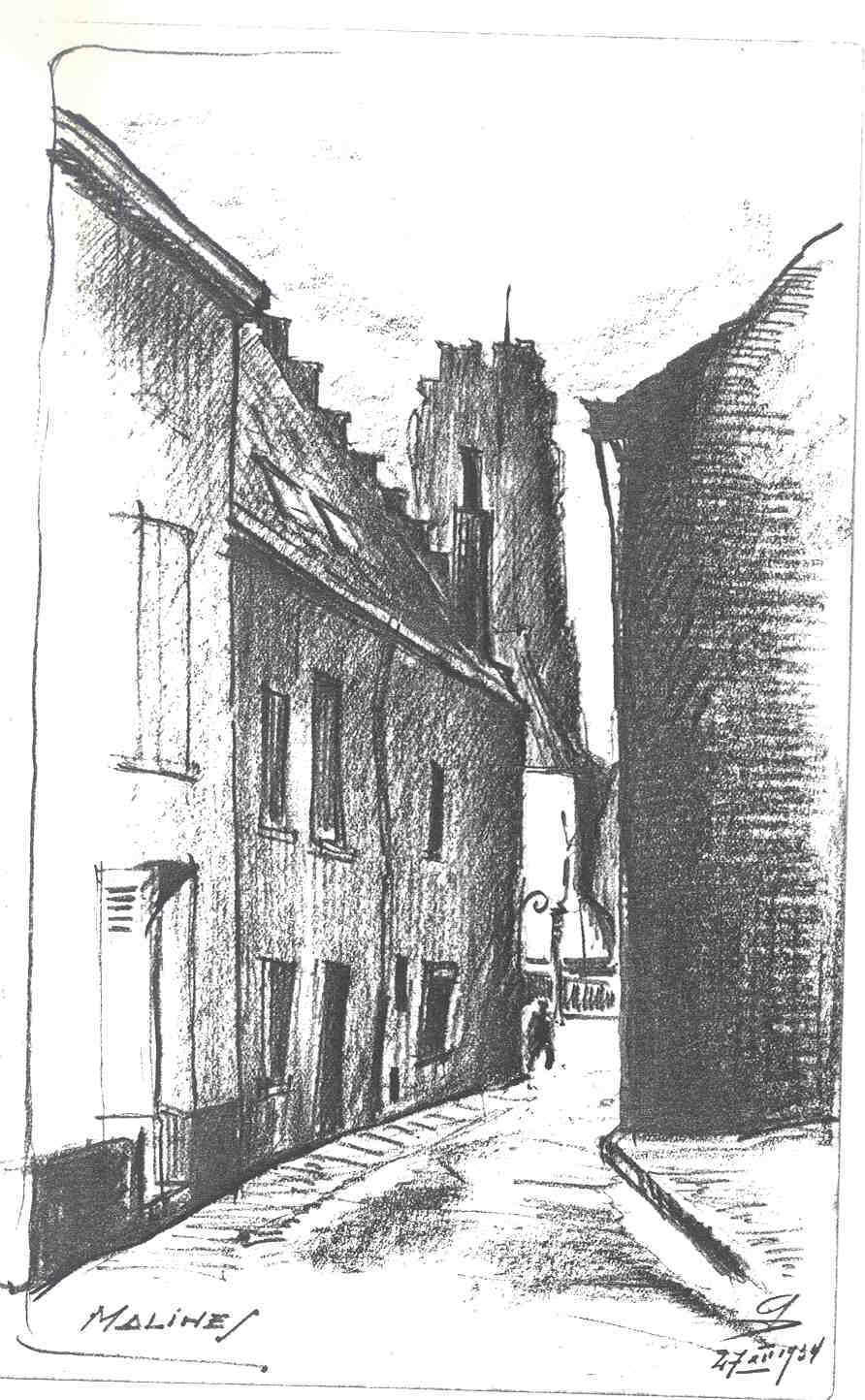
La tour de la cathédrale, dessin de l'architecte Léon Van Dievoet[19], 1934.
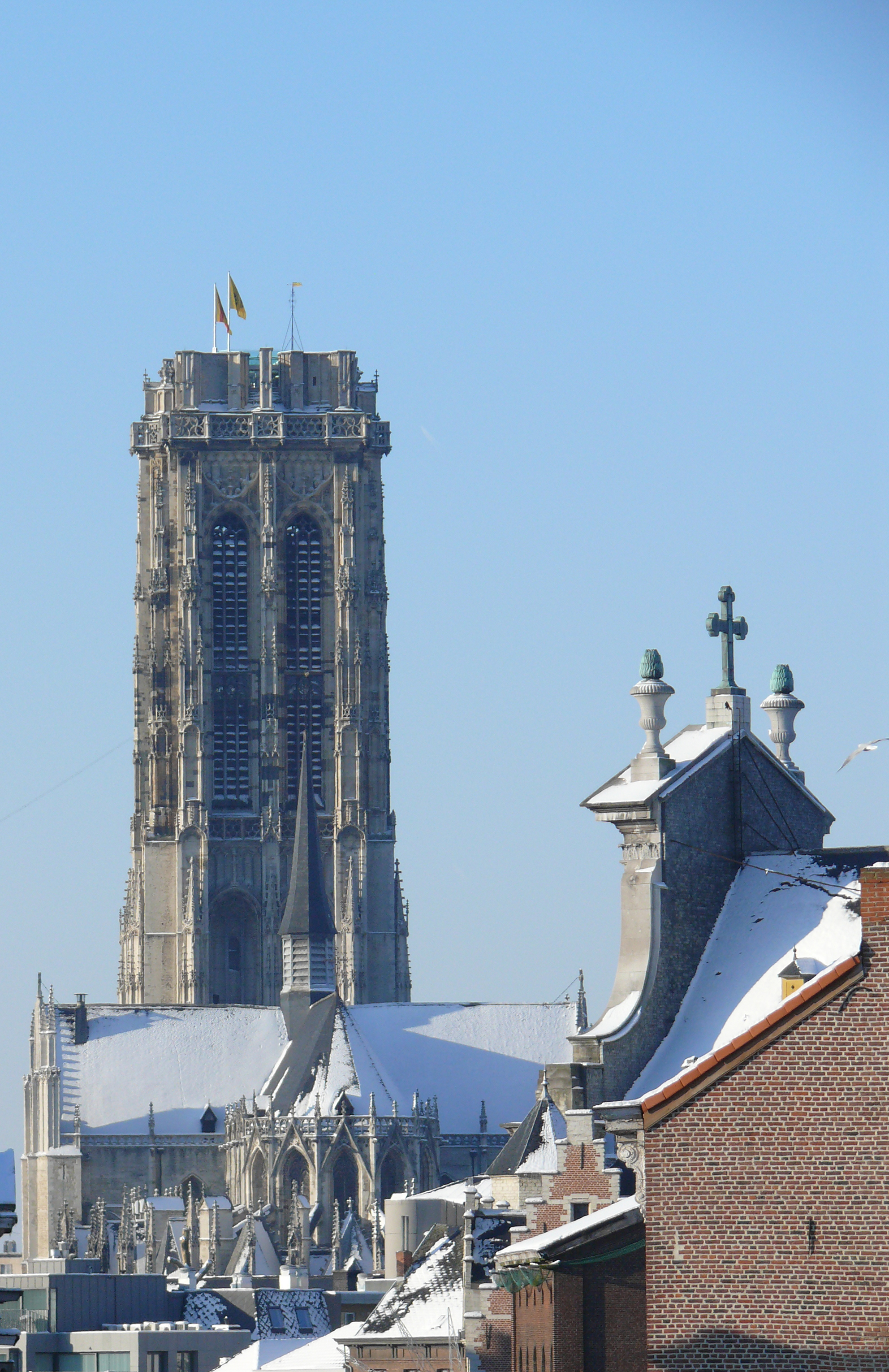
Saint-Rombaut en hiver.